# Biblioteka Miejska w Pradze
Biblioteka Miejska w Pradze (Městská knihovna v Praze, MKP) – publiczna biblioteka, której organem założycielskim jest miasto stołeczne Praga. Powołana do życia w 1891 decyzją rady miejskiej jako Publiczna biblioteka gminna królewskiego miasta stołecznego Pragi (Veřejná obecní knihovna královského hlavního města Prahy).
Od roku 1903 jej główny gmach znajduje się na placu Mariackim, ale obecny budynek zbudowano dopiero w połowie lat dwudziestych XX wieku. W latach 1996–1998 miał miejsce gruntowny remont.
W 2007 roku MKP posiadała 46 filii oraz trzy biblioteki objazdowe (tzw. bibliobusy). Na początku roku 2006 w zasobach było ponad 2,2 mln pozycji.